# Dovers Peak
Dovers Peak är en bergstopp i Antarktis. Den ligger i Östantarktis. Australien gör anspråk på området. Toppen på Dovers Peak är 2 030 meter över havet.
Terrängen runt Dovers Peak är huvudsakligen en högslätt. Trakten är obefolkad. Det finns inga samhällen i närheten.